# Le Devoir
«Девуар» (фр. «Le Devoir», читается как лё девуар, фр. «Долг») — канадская франкоязычная ежедневная газета. Выходит в Монреале. Основана в 1910 году публицистом Анри Бурасса.

## История газеты
Первый номер «Девуар» вышел в свет в понедельник 10 января 1910 года. Газета была основана франкоканадским политическим лидером Анри Бурасса как средство для продвижения идей квебекского национализма. В первой редакционной статье он так объяснял название журнала:

«Для обеспечения торжества идей над желаниями, общественного блага над партийностью, есть только один способ: пробудить в людях, и особенно среди правящих классов, чувство общественного долга во всех его формах: религиозной, национальной и гражданской. Отсюда название этой газеты […]. Понятие общественного долга настолько ослабло, что даже само слово звучит странно для многих честных ушей.»
Оригинальный текст (фр.)«Pour assurer le triomphe des idées sur les appétits, du bien public sur l'esprit de parti, il n'y a qu'un moyen : réveiller dans le peuple, et surtout dans les classes dirigeantes, le sentiment du devoir public sous toutes ses formes : devoir religieux, devoir national, devoir civique. De là le titre de ce journal […]. La notion du devoir public est tellement affaiblie que le nom même sonne étrangement à beaucoup d'oreilles honnêtes.»

В газете обличались законы и политика федеральных властей, критиковалось расширение британского вмешательства в Канаде и ущемление прав франкоязычных меньшинств в западных провинциях. В частности подвергался осуждению проекта правительства Уилфрида Лорье по созданию канадского флота, который рассматривался как угождение иностранным интересам, особенно британским, в рамках гонки вооружений. В 1917 году Бурасса развернул кампанию против призыва для отправки на европейский театр Первой мировой войны, что вызывало недовольство Оттавы и поставило под угрозу выпуск газеты.
В начале 30-х годов Бурасса был вынужден уйти с поста директора, так как администрация считала что его противоречивые заявления об отношениях между религиозными общинами и капиталистами подрывают репутацию газеты в католических кругах. Новым директором был выбран Жорж Пеллетье. При нем тон статей стал менее резким, что положительно повлияло на количество подписчиков. Газета занимала независимые, но консервативные позиции, поддерживая одновременно избрание Маккензи Кинга на федеральных выборах и дистанцируясь от правительства Ташро, царившего на сцене Квебека последние 38 лет, во время выборов в ноябре 1935 года. На следующих выборах Пеллетье выступил за Национальный союз Мориса Дюплесси и поддерживал его еще три раза между 1935 и 1939. В это же время к штату газеты присоединился священник и националист Лионель Гру, опубликовавший большое количество статей довольно спорного содержания. Вместе с главным редактором Омером Эру, Пеллетье руководил газетой до своей смерти в январе 1947 года.